# Оселедцева акула атлантична
Оселедцева акула атлантична (Lamna nasus) — акула з роду Оселедцева акула родини Оселедцеві акули. Інші назви «макрелева акула», «скумбрієва акула», «акула Бомаріс», «пляшконоса акула», «морська свиня», «блакитний пес».

## Опис
Довжина тіла близько 3,5-3,7 м і вага 400 кг. Морда довга, конічна. Ростральні хрящі дуже кальциновані, очі великі чорні без мигальної перетинки. Ніздрі мають хвилясту форму. Має 5 зябрових пар. Зяброві щілині великі. Рот великій. Кількість рядків зубів коливається від регіону: 26-27 до 30-31. Зуби цієї акули великі, трикутні, мають по 2 зубчика з боків. Тіло масивне, формою шпинделя, подовжене. Грудні плавці довгі та вузькі. Спинний плавець великий, розташований попереду грудних плавців. Задній спинний плавець — маленький, розташовано над анальним плавцем.
Спина і плавники від блакитно-сірого чи темно-синього до коричнево-кобальтового кольору, черево світле без плям. Невеличка світла пляма присутня в задній частині основи переднього спинного плавця.

## Спосіб життя
Це пелагічний вид. Трапляється зазвичай на глибині до 370 м, хоча може пірнати до 700—800 м. Витримує холодні води до −18 °C. Є ендотермічною, він зберігає свою температуру вище температури води. Утворює невеликі зграї у 10-15 особин. Активний хижак, що полює на костистих риб середнього та малого розміру. Постійно перебуває у русі, час-від-часу відпочиває на дні. Живиться, перш за все, оселедцем, тріскою, зубаткою, скумбрією, дрібними акулами (катранами та пилкохвостами), путасу, кільками, сайрою, хеком, камбалою, тунцем. Полює на головоногих молюсків, інколи ракоподібних.
Яйцеживородна акула. Статева зрілість у самців настає у 6-11 років, самиць — 12-18 років. При цьому розмір самиць досягає 2,3 — 2,6 м, самців — близько 2 м. Самиця після вагітності 8-9 місяців народжує від 2 до 5 акуленят завдовжки від 30 до 75 см.
Тривалість життя до 30-40 років, максимально відома — 65 років.
Важливий об'єкт промислу в Норвегії, Канаді, США, Великій Британії, Ірландії. М'ясо досить смачно, хоча має неприємний специфічний запах. Це пов'язано з тим, що осмотичний тиск внутрішнього середовища у акули забезпечується головним чином за рахунок розчиненої в крові сечовини. Проте при відповідній кулінарній обробці неприємний запах свіжого акулячого м'яса легко усувається. Особливу цінність представляють плавці, печінка і жир, а також шкіра. Все, що не може бути використане в їжу, в галантереї або медицині — йде на виготовлення рибного борошна.
Цей вид може бути небезпечний для людини.

## Розповсюдження
Широко поширена у північній частині Атлантичного моря. Запливає до Біскайської затоки та Середземного моря. Часто зустрічається біля узбережжя південної Бразилії, Аргентини та Чилі. Також є біля Австралії, Нової Зеландії та Південної Африки.